# Championnats du monde de vol à ski 2004
Navigation
Harrachov 2002 Kulm 2006
La 19e édition des championnats du monde de vol à ski s'est déroulée du 20 février 2004 au 22 février 2004 à Planica en Slovénie qui organise pour la cinquième fois la compétition. La compétition est marquée par la domination du norvégien Roar Ljoekelsoey qui décroche la médaille en individuel et par équipes.

## Résultats

### Individuel
| Médaille | Concurrent            | Points |
| Or       | Roar Ljoekelsoey      | 832.1  |
| Argent   | Janne Ahonen          | 814.1  |
| Bronze   | Tami Kiuru            | 813.0  |
| 4e       | Georg Spaeth          | 808.8  |
| 5e       | Tommy Ingebrigtsen    | 807.2  |
| 6e       | Bjoern Einar Romoeren | 798.7  |
| 7e       | Matti Hautamaeki      | 794.9  |
| 8e       | Veli-Matti Lindstroem | 783.7  |

### Compétition par équipes
| Médaille | Nation                                                                                     | Points |
| Or       | Norvège - Bjoern Einar Romoeren - Sigurd Pettersen - Tommy Ingebrigtsen - Roar Ljoekelsoey | 1711.8 |
| Argent   | Finlande - Tami Kiuru - Veli-Matti Lindstroem - Matti Hautamaeki - Janne Ahonen            | 1704.1 |
| Bronze   | Autriche - Andreas Widhoelzl - Andreas Goldberger - Wolfgang Loitzl - Thomas Morgenstern   | 1620.8 |
| 4e       | Allemagne - Michael Uhrmann - Martin Schmitt - Georg Spaeth - Sven Hannawald               | 1606.4 |
| 5e       | Japon - Akira Higashi - Daiki Ito - Hideharu Miyahira - Noriaki Kasai                      | 1574.5 |
| 6e       | Slovénie - Primož Peterka - Bine Zupan - Rok Benkovic - Robert Kranjec                     | 1503.4 |
| 7e       | Russie - Dmitri Ipatov - Alexey Silaev - Denis Kornilov - Dmitri Vassiliev                 | 1404.5 |
| 8e       | Pologne - Mateusz Rutkowski - Robert Mateja - Wojciech Skupien - Adam Malysz               | 1386.8 |

## Tableau des médailles
| Rang | Nation   | Or | Argent | Bronze | Total |
| ---- | -------- | -- | ------ | ------ | ----- |
| 1    | Norvège  | 2  | 0      | 0      | 2     |
| 2    | Finlande | 0  | 2      | 1      | 3     |
| 3    | Autriche | 0  | 0      | 1      | 1     |